# Varronia fasciata
Varronia fasciata är en strävbladig växtart som först beskrevs av Emery Clarence Leonard och Alain, och fick sitt nu gällande namn av A. Borhidi. Varronia fasciata ingår i släktet Varronia och familjen strävbladiga växter. Inga underarter finns listade i Catalogue of Life.